# CellProfiler
CellProfiler è un programma gratuito, open source, di pubblico dominio progettato dal Broad Institute per facilitare i biologi senza il bisogno di allenare nella computer vision o programmare la misura quantitativa dei fenotipi da migliaia di immagini in maniera automatica.
Gli algoritmi avanzati per l'analisi di immagini sono moduli individuali che possono essere inseriti in ordine sequenziale insieme per formare una pipeline, che viene usata per identificare e misurare oggetti biologici nelle immagini, in particolare quelle ottenute con la Microscopio a fluorescenza.
La prima versione è stata rilasciata nel 2005 mentre l'ultima, la 3.1.5, nel 2018.